# Turbine
Pour les articles homonymes, voir Turbine (homonymie).

Schéma de principe d'un groupe turbine-alternateur.

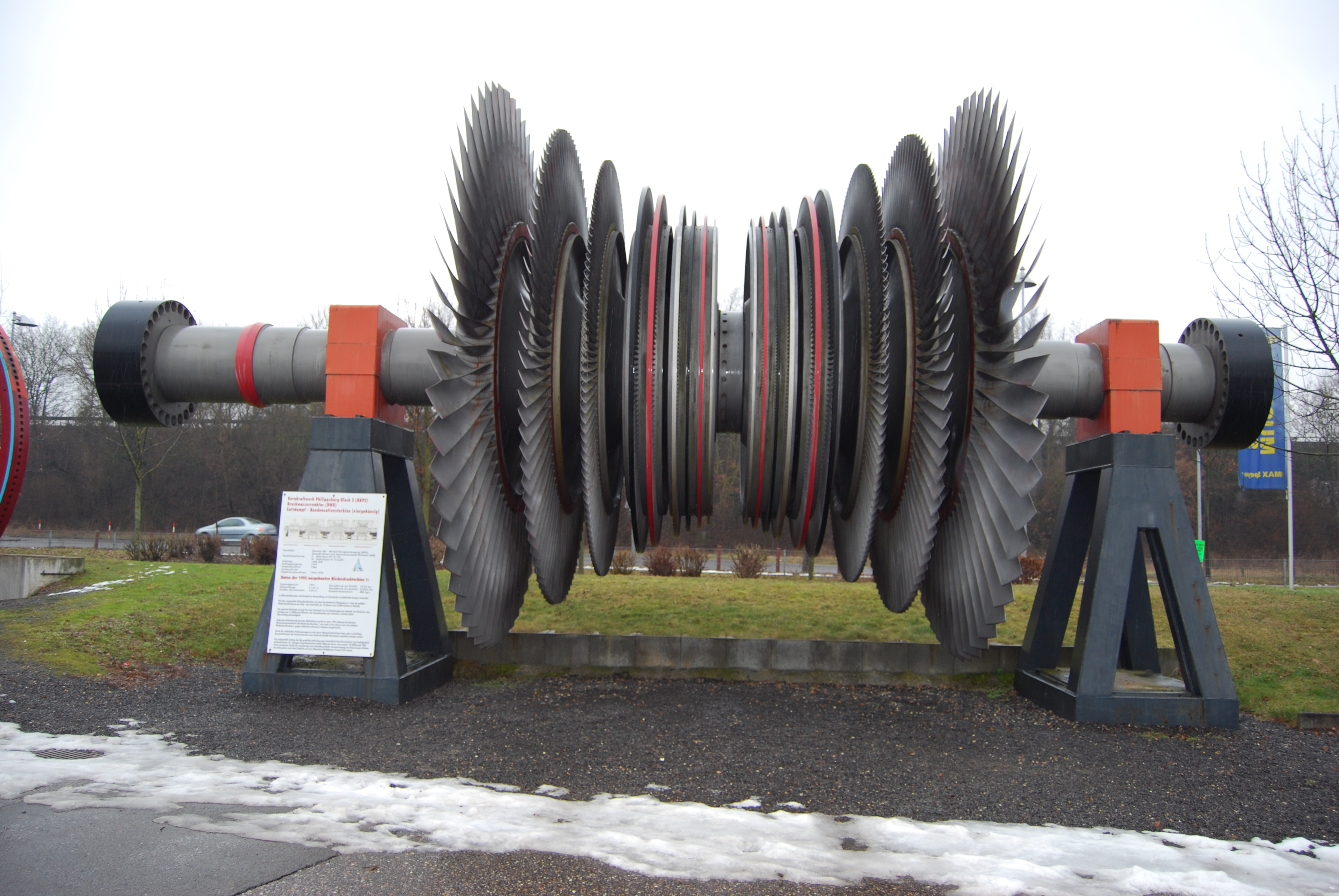
Rotors de turbines à vapeur de la centrale nucléaire de Philippsburg.

Une turbine est un dispositif rotatif conçu pour convertir de l'énergie interne d'un fluide en énergie mécanique au moyen d'aubes disposées sur un arbre tournant à grande vitesse. Le fluide peut être liquide (comme l'eau) ou gazeux (vapeur, air, gaz de combustion). C'est la grande vitesse qui fait la différence principale entre la turbine, apparue au XIXe siècle dans le cadre de la révolution industrielle, et des machines également rotatives et conçues pour convertir l'énergie d'un fluide en énergie mécanique mais bien plus anciennes que sont les moulins à vents, moulins à eau, éoliennes, roues à aubes, etc.
L'énergie entrante du fluide est caractérisée notamment par sa vitesse, sa pression, son enthalpie, qui en sortie de la machine seront réduites. On distingue deux types de turbines : les turbines à action extraient essentiellement de l'énergie cinétique du fluide (exemple : turbine Pelton), tandis que dans les turbines à réaction la pression du fluide joue le rôle principal (exemples : turbine Francis, turbine à gaz).
L'énergie mécanique sortante de la turbine entraîne un autre mécanisme rotatif comme un alternateur, un compresseur, une pompe ou tout autre récepteur (exemple un générateur). L'ensemble est alors respectivement appelé turbo-alternateur, turbocompresseur, turbopompe, etc.
De nos jours les turbines sont au cœur des centrales électriques ou des turboréacteurs par exemple. Leur fabrication mobilise les connaissances, les compétences et les machines les plus pointues, pour leur permettre de résister à des pressions, des températures et des vitesses de rotation extrêmes. Ces deux considérations en font des pièces essentielles, et sensibles, du système économique et industriel.

## Étymologie
En latin turbo, -inis, cognat du grec τύρβη de même sens, signifie ce qui tourne en rond, tourbillon, vortex, cyclone. En 1822 c'est sur cette base que Claude Burdin définit la turbine comme « roue motrice munie d'aubes, d'ailettes, etc. sur lesquelles on fait agir la pression ou la vitesse d'un fluide (eau, vapeur ou gaz) » dans son mémoire « Des Turbines hydrauliques, ou Machines rotatoires à grande vitesse »  qu'il présente à l'Académie des sciences. Burdin conçut la première turbine, une turbine hydraulique, qui fut construite par un de ses élèves, Benoit Fourneyron.

## Turbine à vapeur

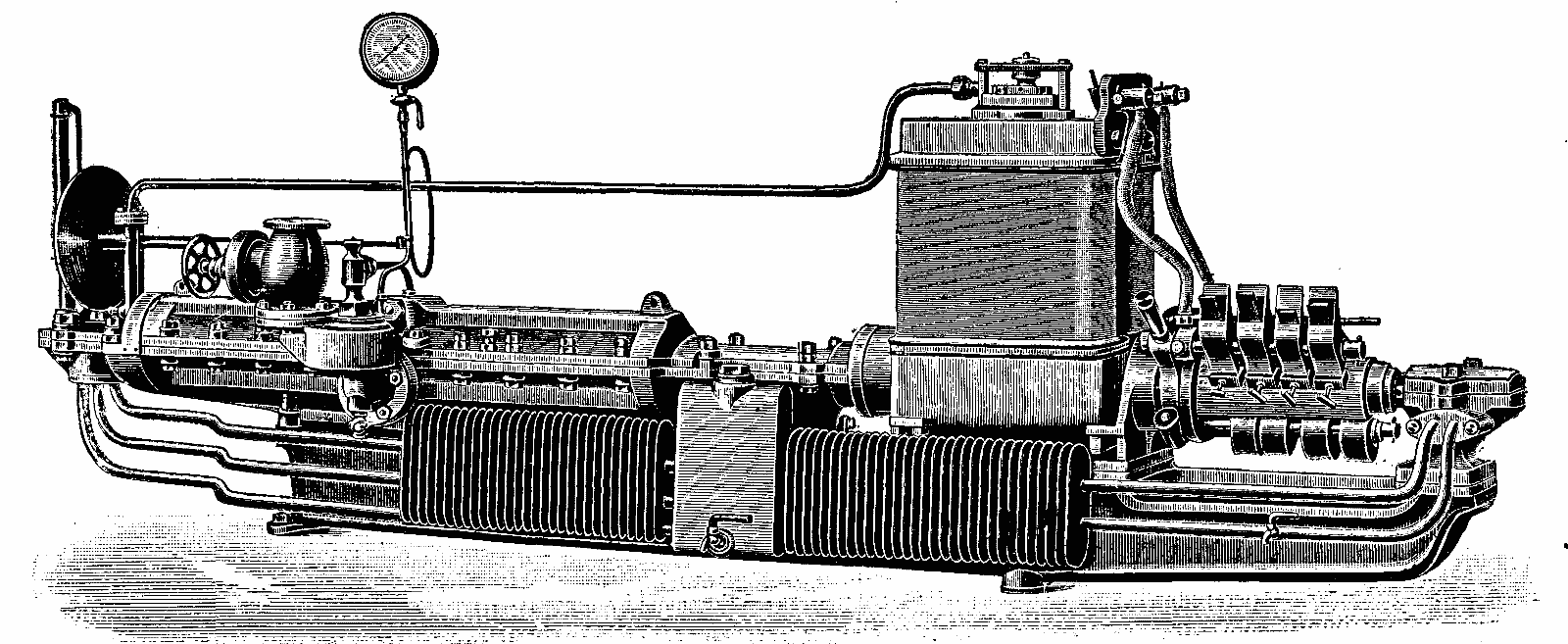
Dessin d'une turbine à vapeur inventée par Charles Algernon Parsons en 1887.

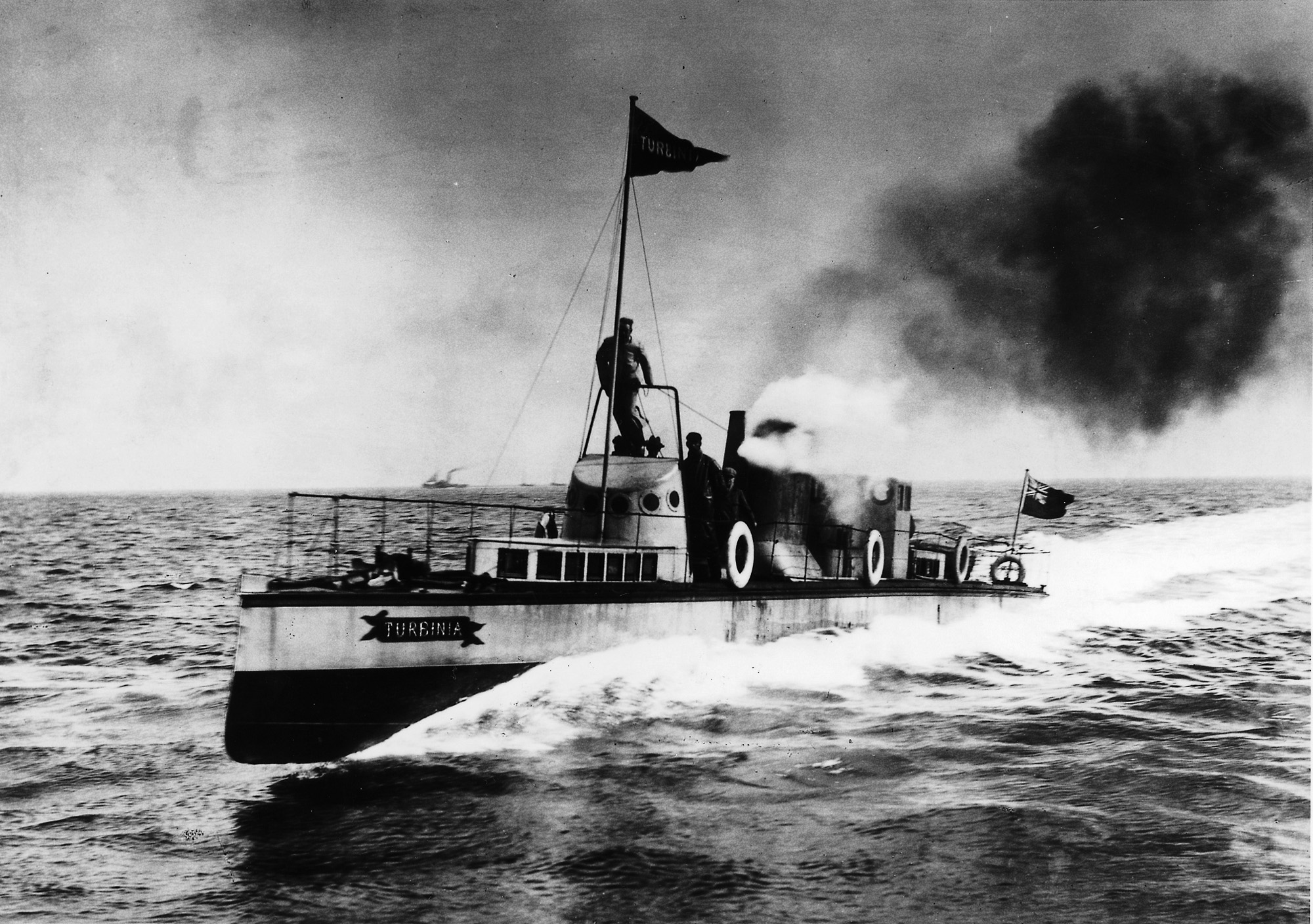
Le Turbinia, lancé en 1897, fut le premier navire à turbine à vapeur.

### Principes généraux de fonctionnement
La turbine à vapeur est un moteur à combustion externe fonctionnant selon le cycle thermodynamique dit de Clausius-Rankine. Ce cycle se distingue par le changement d’état affectant le fluide moteur, qui est en général de la vapeur d'eau, généralement chauffée par la combustion de charbon ou de fioul.
Ce cycle comprend au moins les étapes suivantes :
- l’eau est mise en pression par une pompe pour être envoyée vers la chaudière ;
- l’eau est chauffée, vaporisée et surchauffée.

Dès que cette vapeur doit être utilisée, elle effectue les étapes suivantes :
- la vapeur se détend en fournissant de l'énergie cinétique, que la turbine convertit en énergie mécanique ;
- la vapeur détendue se condense au contact d'une source froide sous vide partiel[3].

Le fluide utilisé est donc le même que celui de la machine à vapeur à pistons, mais la turbine en constitue une évolution exploitant les principaux avantages des turbomachines, à savoir une puissance massique et une puissance volumique élevées, et un rendement amélioré par la multiplication des étages de détente.
La turbine à vapeur est l’aboutissement d’un type de machines thermiques introduit par les machines à vapeur à piston. Les contraintes inhérentes à leur conception restreignent généralement leur usage à l'industrie. Dans ce cas on obtient de l'électricité bon marché car l'énergie thermique n'est pas « gaspillée » dans un condenseur. Ces turbines sont appelées « turbines à contre-pression » et on les rencontre, en particulier, dans les sucreries, entre autres, de cannes à sucre, où le combustible est gratuit et surabondant, à savoir  la bagasse, qui est le  résidu de l'écrasement de la canne à sucre dont on a extrait le sucre.

### Réalisation pratique

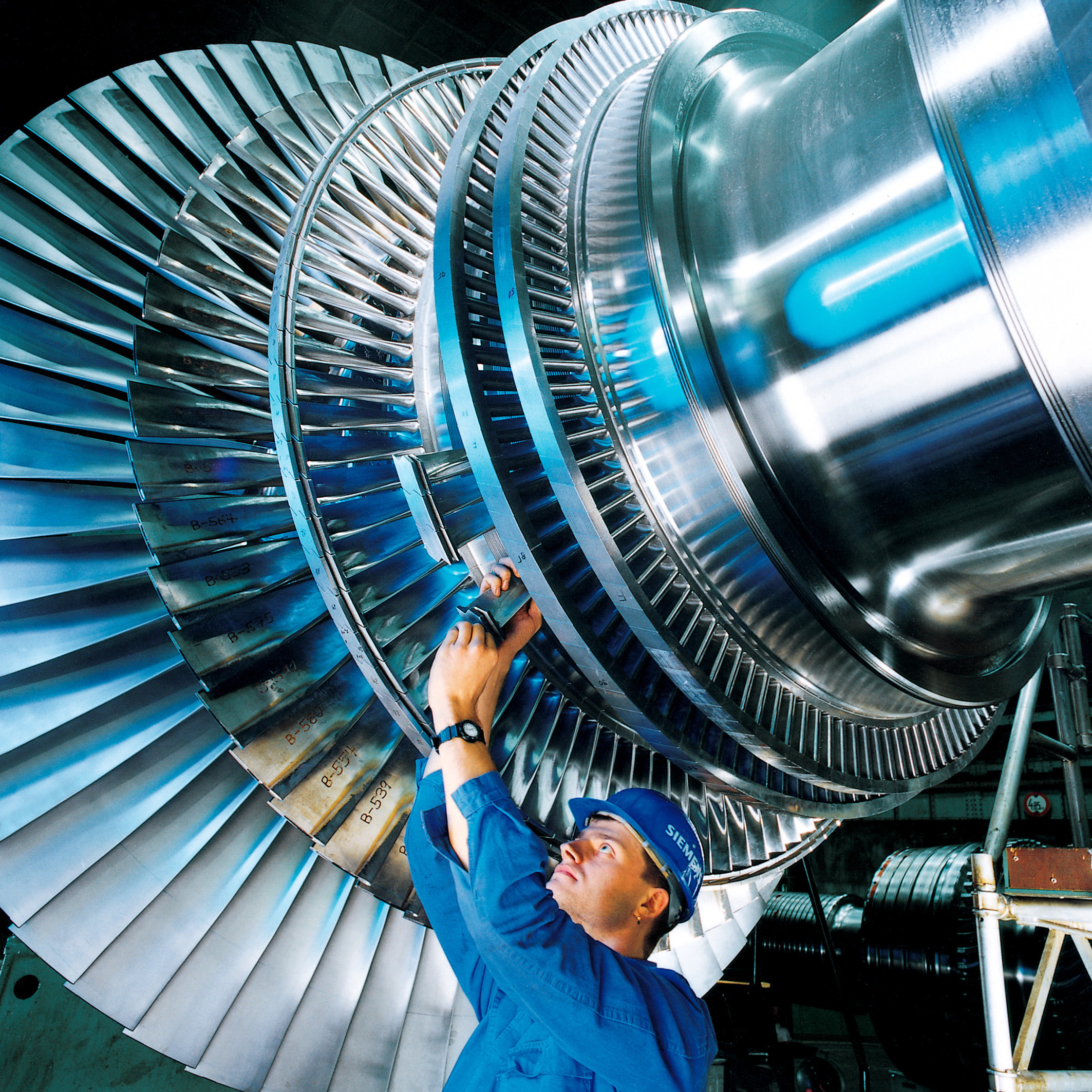
Mise en place d'une aube sur un rotor de turbine à vapeur.

Une turbine est constituée d’un rotor comprenant un arbre sur lequel sont fixées des aubes et, d’un stator constitué d’un carter portant des déflecteurs fixes, généralement constitué de deux parties assemblées selon un plan axial. Elle comprend en outre un tore d’admission segmenté et un divergent d’échappement dirigé vers le condenseur. La fonction des déflecteurs fixes est d’assurer tout ou partie de la détente en formant un réseau de tuyères et de modifier la direction de l’écoulement sortant de l’étage précédent.
Une turbine à vapeur comprend un ou plusieurs étages assurant chacun deux fonctions :
- la détente de la vapeur qui correspond à la conversion de l’énergie potentielle de pression en énergie cinétique ;
- la conversion de l’énergie cinétique en couple de rotation de la machine par le biais des aubages mobiles.

Les turbines à vapeur se classent en deux grandes catégories souvent combinées dans une même machine :
1. Les turbines à action dans lesquelles la détente se fait uniquement dans les aubages fixes. Elles sont bien adaptées aux étages à forte pression et se prêtent mieux à la régulation de débit. Leur construction est plus coûteuse et réserve leur emploi aux premiers étages de la turbine ;
2. Les turbines à réaction dans lesquelles la détente est répartie entre les aubages fixes et mobiles. Le degré de réaction est défini par la répartition de la détente entre les aubages. Elles se prêtent mieux aux étages à basse pression et leur coût est plus faible. Lorsque le degré de réaction d'un étage est de 50 %, la forme des aubages fixes et mobiles est la même ce qui diminue le nombre de moules nécessaires à la fabrication. Par contre pour réaliser la même détente, la turbine à réaction demandera plus d'étages, ce qui augmente la longueur de la ligne d'arbre.

La réalisation des turbines nécessite le recours à des aciers fortement alliés (Cr-Ni-V) pour résister aux contraintes thermiques, mécaniques (force centrifuge) et chimique (corrosion par la vapeur), voire l'utilisation de superalliage à base Ni. Les deux premières contraintes limitent le diamètre et donc le débit admissible aux derniers étages. Ainsi des aubes de plus d’un mètre de longueur posent déjà de sérieux problèmes de réalisation. De plus, l’hétérogénéité radiale des vitesses impose une incidence variable de l’aube qui présente alors une forme gauche dont l’usinage est complexe et dont les contraintes mécaniques limitent la bonne tenue.
En pratique la température est limitée à 550 à 580 °C et le maximum mis en œuvre est de 650 °C. La pression est de l’ordre de 180 bars et atteint 250 bars pour les installations supercritiques.
De ce fait, les turbines de forte puissance comprennent généralement sur un même axe (disposition tandem compound) une turbine haute pression et deux ou trois turbines basse pression avec soutirages.
Il est ainsi possible d’atteindre des puissances de plus de 1 000 MW avec un rendement de cycle dépassant légèrement 40 %.
À l’autre extrémité, les plus petites turbines ont des puissances de quelques dizaines de kilowatts. Elles comprennent généralement un seul étage et servent à l’entraînement de machines dans l’industrie ou sur des navires. Entre les deux, existe toute une palette de turbines plus ou moins complexes et adaptées à des usages industriels spécifiques (à soutirage, à contrepression, etc.).
Mais il existe également de nombreuses petites turbines équipant les turbocompresseurs des véhicules. Les plus petites turbines étant certainement les Turbines dentaires.

### Avantages et inconvénients
Le principal avantage des turbines à vapeur est d’être un moteur à combustion externe. De ce fait, tous les combustibles (gaz, fioul, charbon, déchets, chaleur résiduelle) et notamment les moins chers peuvent être utilisés pour l’alimenter en vapeur. Le chauffage peut même se faire par énergie solaire. Le rendement peut atteindre des valeurs assez élevées d’où des frais de fonctionnement réduits.
Par contre, le coût et la complexité des installations les réservent le plus souvent à des installations de puissance élevée pour bénéficier d’économies d’échelle. Hormis des cas particuliers, les moteurs et turbines à gaz sont mieux adaptés en dessous d’environ 10 MW.
Le refroidissement du condenseur nécessite de plus un important débit d’eau ou des aéroréfrigérants encombrants ce qui limite d’emblée leur domaine d’emploi aux installations fixes ou navales.
Dans les pays nordiques, mais aussi dans certaines grandes agglomérations françaises (Paris, Lyon, Nantes…), on utilise régulièrement la chaleur résiduelle pour réaliser un réseau de chauffage (voir Cogénération). Les conduits acheminent de l'eau chauffée de 80 à 90 °C dans les communes en proximité de centrale et les particuliers ou les entreprises peuvent se connecter à ce réseau pour chauffer les bâtiments.

### Rendement
Le rendement croît avec la pression de la vapeur et avec la température de surchauffe. Cependant, l’augmentation de ces caractéristiques est limitée par la teneur en liquide de la vapeur en fin de détente. En effet, la courbe de détente peut atteindre la courbe de saturation avec formation de gouttelettes qui nuisent à l’efficacité des derniers étages de détente mais aussi à sa tenue Mécanique. La teneur en eau liquide du mélange doit être limitée à 15 ou 30 %. In fine, c’est la pression dans le condenseur qui fixe, de ce fait, les pressions et températures limites, admissibles.
Comme n'importe quel autre cycle thermodynamique, le Cycle de Rankine mis en œuvre par les turbines à vapeur est inférieur au cycle de Carnot, et des améliorations ont donc été imaginées pour tendre vers celui-ci. Ainsi, le réchauffage de l’eau, entre le condenseur et la chaudière, par de la vapeur soutirée à différents étages de la turbine, permet de faire tendre la phase de chauffage isobare vers une transformation équivalente sur le plan thermodynamique à une isotherme. L’efficacité du dispositif mais également son coût croissent avec le nombre d’étages de soutirage et d’échangeurs associés ; de ce fait, le nombre d'étages dépasse rarement sept unités. Le gain de rendement est de l’ordre de 5 %[réf. nécessaire]. Ce dispositif impose de plus l’installation d’un réchauffeur d’air sur la chaudière.
D’autre part, afin de permettre d’augmenter la pression et la température malgré le problème de l’humidité en fin de détente, il est possible de renvoyer la vapeur détendue jusqu’à la pression de vapeur saturante vers la chaudière pour procéder à une resurchauffe dans un échangeur de chaleur supplémentaire. Ces étapes peuvent être multipliées pour faire tendre la phase de surchauffe vers une isotherme et donc de s’approcher d’un cycle de Carnot. Dans la pratique, les installations comprennent généralement une seule resurchauffe. Le gain de rendement peut atteindre 5 %[réf. nécessaire].
Le cycle comprend fondamentalement deux changements d’état (évaporation et condensation). Le diagramme de phases de l’eau permet d’envisager un cycle à un seul changement d’état par l’utilisation d’une chaudière supercritique. En effet, au-delà du point critique (environ 220 bars et 350 °C) ne se produit plus de changement d’état et les phases liquides et gazeuses ne peuvent plus être distinguées. Les cycles supercritiques nécessitent généralement une double resurchauffe pour limiter l’humidité en fin de cycle. Le gain de rendement est encore de 2 à 3 %[réf. nécessaire] et se justifie plus facilement avec le renchérissement des combustibles[réf. nécessaire].

### Production d'électricité
Du fait de leurs caractéristiques, les turbines à vapeur sont très employées dans les centrales thermiques de moyenne et forte puissance, y compris nucléaires. Dans la gamme de puissance de 1 à 10 MW environ, elles sont utilisées dans les applications de cogénération (incinérateur de déchets et chauffage urbain, process industriel). Il faut également signaler leur usage dans les cycles combinés où elles permettent d'améliorer le rendement global en générant de l'électricité grâce à la chaleur d’échappement des turbines à gaz.
Les turbines à vapeur sont également employées dans le domaine de la propulsion maritime, notamment pour les plus gros vaisseaux (pétroliers, porte-avions et sous-marins nucléaires) mais sont de plus en plus souvent remplacées par des moteurs diesel ou des turbines à gaz. La fonction d’entraînement de machines est également en voie de disparition au profit des moteurs électriques.
Elles n’ont trouvé aucune application dans la propulsion routière ou ferroviaire hormis quelques tentatives avortées.

### Spécificité des cycles nucléaires
Le cycle à vapeur des centrales nucléaires est particulier. En effet, dans les réacteurs à eau sous pression (REP) actuellement très répandus, la chaleur issue de la fission est évacuée du cœur par un circuit primaire d’eau surchauffée à environ 150 bars et 300 °C. Cette chaleur produit de la vapeur saturée dans le circuit secondaire. En sortie d’étage haute pression, la vapeur subit un séchage (séparation des gouttelettes liquides) et une surchauffe modérée (par de la vapeur en sortie du générateur de vapeur). Du fait de la température limitée de la source chaude, et donc de la vapeur créée, le rendement du cycle reste faible à environ 30 %. Les centrales nucléaires ont des groupes turbo-alternateur très puissants pouvant atteindre 1 450 MW.
L’amélioration du rendement est au cœur des réflexions sur la conception des réacteurs de 4e génération. Elle a également conduit à la réalisation d’autres types de réacteurs que les REP dans les premiers temps de l’énergie nucléaire (UNGG, CANDU, etc.) avec d’autres fluides caloporteurs notamment. Cependant, la sûreté et la fiabilité des REP les rendent actuellement incontournables.

## Turbine à gaz de combustion
Une turbine à gaz, appelée aussi plus correctement turbine à combustion (TAC), est une machine tournante thermodynamique appartenant à la famille des moteurs à combustion interne dont le rôle est de produire de l'énergie mécanique grâce à la rotation d'un arbre, doté d'ailettes, qui sont mises en mouvement grâce à l’énergie cinétique générée par le mouvement du gaz lié à la combustion rapide du carburant avec l'air issu du compresseur.

### Aéronautique
Les turbines à gaz sont un élément fondamental de l'aviation :
- associée à un ou plusieurs compresseurs et à une chambre de combustion interne, elle forme la base du turboréacteur, où la puissance motrice est transmise par le flux de gaz qui traverse le réacteur et est éjectée par la tuyère ;
- associée à un compresseur, mais liée à une hélice par l'intermédiaire d'un réducteur, elle est l'élément moteur du turbopropulseur ;
- utilisée comme générateur de force motrice sous forme d'un turbomoteur qui entraîne le rotor d'un hélicoptère ou fournit l'énergie électrique à bord d'un avion de ligne. Un hélicoptère, le Djinn, utilisait directement l'air comprimé par une turbine pour entraîner son rotor, au lieu de recourir à une conversion mécanique.

## Turbine hydraulique

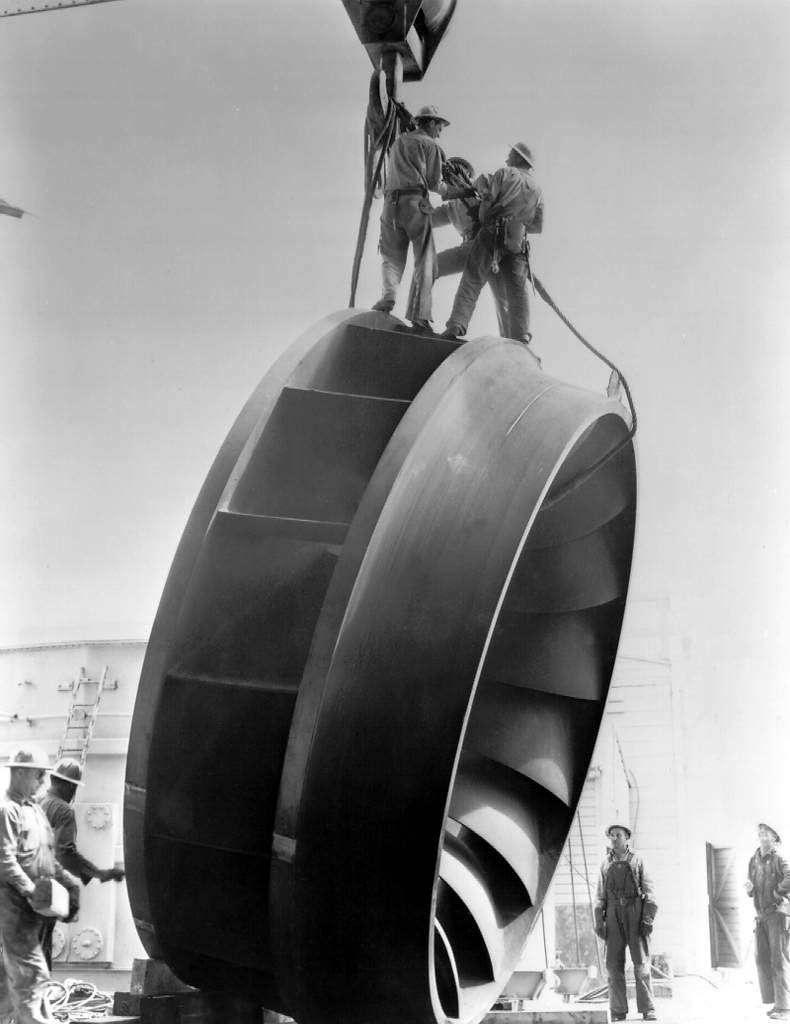
Turbine hydraulique de type Francis.

Cette turbine, inventée par Benoît Fourneyron, est actionnée par l'écoulement de l'eau. Lorsqu'elle est installée en aval d'un barrage hydroélectrique elle entraîne un alternateur qui produit de l'électricité. Elle peut utiliser principalement la pression de l'eau (turbine Francis), la vitesse de l'eau (turbine Pelton) ou encore un gros débit (type groupe bulbe ou turbine Kaplan). Ces turbines sont utilisées selon la hauteur de chute du barrage.
Les turbines hydrauliques se distinguent principalement des moulins à eau par leur immersion complète et permanente dans le courant, ce qui accroit beaucoup leur rendement.

### Réduction ou suppression des effets négatifs pour l'environnement
La législation environnementale américaine impose aux centrales hydroélectriques de réduire la mortalité des poissons qui traversent les turbines. Pour cela le Laboratoire national de l'Idaho a mis en place un programme « Hydropower » de développement de turbines « vertes » à technologies avancée (Advanced Turbine Systems et Advanced Technology Turbines, ou ATT), avec comme objectif de maximiser l’utilisation des ressources hydroélectriques « en améliorant ses avantages techniques, sociétaux et environnementaux » tout en réduisant ses coûts et autant que techniquement possible les effets sur l’environnement. Ce programme visait à faire chuter les blessures et la mortalité de poissons traversant les turbines à 2 % ou moins, contre 5 à 10 % pour les meilleures turbines existant au début du programme et contre 30 % voire plus pour les autres turbines. Ce laboratoire s'est ainsi spécialisé dans la modélisation des effets des centrales sur les poissons, notamment grâce à une « sonde-poisson » (une sorte de simulacre de poisson contenant des capteurs mesurant les contraintes subies lors du passage dans différents types de turbines, sous diverses conditions de vitesse de turbine, de courant d’eau et de pression). Le labo conduit parallèlement des tests in situ sur la survie cumulée des salmonidés ou anguilles passant par de multiples turbines. Les retours d’expérience alimentent les études de configuration de nouveaux types de turbines visant à supprimer les impacts des turbines sur les poissons, et produire de l'électricité sur des chutes de moindre hauteur.
Ainsi des modèles de « fish-friendly turbines » ont été proposés en 2000-2005, avec 83 à 93 % de survie après 96 heures pour les truites arc-en-ciel, 90 à 100 % de survie pour les autres espèces selon ALDEN en 2009,, (et testé en 2006), dit « très basse chute » (VLH®2) et « ichtyophile®2 », qui présente comme avantage de fortement diminuer le besoin en génie civil et donc les coûts de travaux, pour une efficacité qui permet d’équiper des très basses chutes (2 à 3 m) ; tout en permettant le passage des poissons sans dommage à travers la turbine (anguilles notamment) grâce à une conception intégrant les résultats d'études de compatibilité des turbines avec la vie des poissons, faites par l'U.S. Army Corps of Engineers, publiés en 1995. Le premier prototype de turbine VLH construit en France l'a été en mars 2007 (sur le Tarn, au Moulin de Troussy à Millau),. Les prises d'eau de ces turbines peuvent en outre aussi être équipées de dispositifs dits d'ichtyocompatibilité (par exemple en France testé à Navarrenx sur le Gave d'Oloron) et améliorés avec l'ONEMA,. (Larinier, Thévenet, & Travade, 2008), et une échelle à poissons peut leur être associée pour faciliter la remontée (comme sur la centrale de Saint-Géry (2 MW) dans le Lot, rénovée en 2015). Dans les pires conditions les impacts en termes de mortalité immédiate et/ou différée sont divisés par 2 à 3 par rapport à une turbine Kaplan classique fonctionnant dans les mêmes conditions. Les anguilles sont les plus vulnérables en raison de leur longueur et parce que c’est le plus souvent en sortie de turbine qu'elles sont potentiellement tuées.

## Turbine à air
Une turbine à air est un système d'ailette où l'air comprimé vient se détendre et prendre de la vitesse. L'énergie développée par cette turbine est liée à l'équation :
{\displaystyle E={\frac {1}{2}}.m.v^{2}}
où :
- {\displaystyle m} : masse d'air déplacée ;
- {\displaystyle v} : vitesse de l'air déplacée.

Ce genre de turbine est utilisé, entre autres, dans des outils tels que les visseuses ou les perceuses à air comprimé.